# A legtöbb példányban elkelt Super Nintendo Entertainment System videójátékok listája
Az alábbi lista azon Super Nintendo Entertainment System (SNES)/Super Family Computer (Super Famicom) videójátékokat tartalmazza, amelyekből legalább egymillió példány kelt el vagy került leszállításra.

## A lista
- Super Mario World (20,60 millió)[1][2]
- Donkey Kong Country (9 millió)[3]
- Super Mario Kart (8 millió)[4]

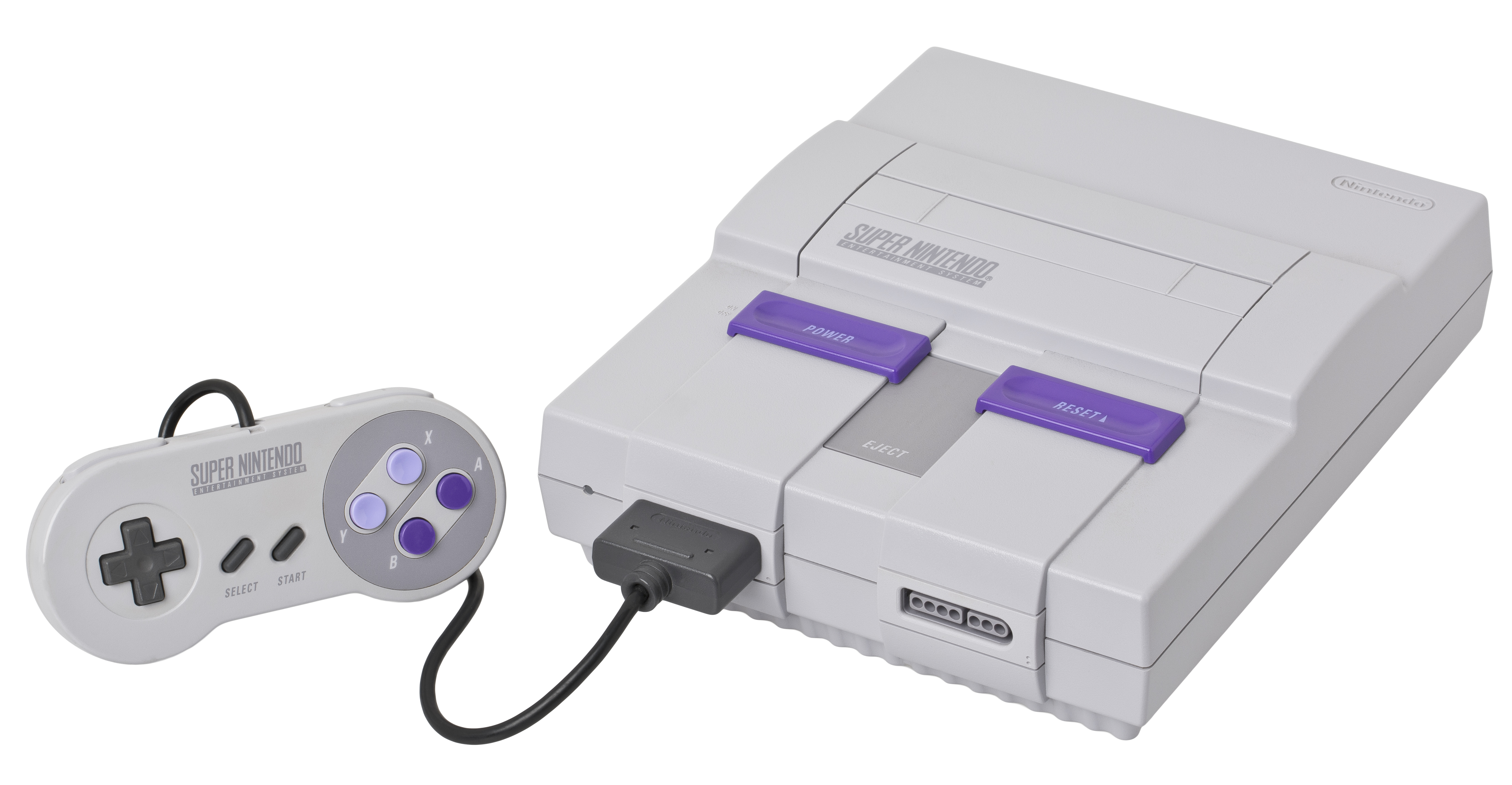
Észak-amerikai Super Nintendo Entertainment System

- Street Fighter II: The World Warrior (6,3 millió)[5]
- The Legend of Zelda: A Link to the Past (4,61 millió)[6]
- Donkey Kong Country 2: Diddy’s Kong Quest (megközelítőleg 4,37 millió: 2,21 millió Japánban,[7] 2,16 millió Amerikában)[8]
- Street Fighter II Turbo (4,1 millió)[5]
- Star Fox (4 millió)[9]
- Super Mario World 2: Yoshi’s Island (4 millió)[1]
- Killer Instinct (3,2 millió)[10]
- Dragon Quest VI: Realms of Reverie (3,2 millió Japánban)[7][11]
- Donkey Kong Country 3: Dixie Kong’s Double Trouble! (megközelítőleg 2,89 millió: 1,77 millió Japánban,[7] 1,12 millió Amerikában)[8]
- Dragon Quest V: Bride of Heaven (2,8 millió Japánban)[7][11]
- Chrono Trigger (2,7 millió leszállítva;[12] talán a PlayStation verzióval együtt)
- Final Fantasy VI (2,55 millió Japánban)[7]
- Final Fantasy V (2,45 millió Japánban)[7]
- Super Mario All-Stars (2,12 millió Japánban)[7]
- Pilotwings (2 millió)[13]
- Super Street Fighter II: The New Challengers (2 millió)[5]
- Secret of Mana (1,83 millió leszállítva)[11]
- Disney’s Aladdin (1,75 millió)[14]
- Super Puyo Puyo (1,7 millió Japánban)[7]
- Mortal Kombat II (1,51 millió Amerikában)[8]
- Romancing SaGa 2 (1,49 millió leszállítva)[11]
- Final Fight (1,48 millió)[5]
- Super Mario RPG: Legend of the Seven Stars (1,47 millió Japánban)[7]
- Dragon Ball Z: Super Fighting Story (1,45 millió Japánban)[7]
- Final Fantasy IV (1,44 millió Japánban)[7]
- Dragon Warrior III (1,4 millió Japánban)[7]
- Romancing SaGa (1,32 millió leszállítva)[11]
- Romancing SaGa 3 (1,3 millió Japánban)[7]
- The Lion King (1,27 millió Amerikában)[8]
- Mortal Kombat 3 (1,22 millió Amerikánam)[8]
- NBA Jam (1,22 millió Amerikában)[8]
- Disney’s Magical Quest starring Mickey (1,21 millió)[5]
- Derby Stallion III (1,2 millió Japánban)[7]
- Dragon Warrior I & II (1,2 millió Japánban)[7]
- Mega Man X (1,16 millió)[5]
- Dragon Ball Z: Super Fighting Story II (1,15 millió Japánban)[7]
- Derby Stallion ’96 (1,1 millió Japánban)[7]
- Kirby Super Star (1,1 millió Japánban)[7]
- Super Ghouls ’n Ghosts (1,09 millió Japánban)[5]
- Final Fight 2 (1,03 millió Japánban)[5]
- Casper (1 millió)[15]

Összesített Super Nintendo Entertainment System játék eladások 2009. december 31-ig: 379,06 millió.